# 中部学院大学短期大学部
中部学院大学短期大学部（ちゅうぶがくいんだいがくたんきだいがくぶ、英語: Chubu Gakuin University Junior College）は、岐阜県関市桐ヶ丘2-1に本部を置く日本の私立大学。1918年創立、1967年大学設置。

## 概観

### 大学全体
- 岐阜県関市に所在する日本の私立短期大学で、設置主体は学校法人岐阜済美学院[1]。
- 1967年に岐阜済美学院短期大学として開学[注 5]。以後、中部女子短期大学に改称され、学科の増設もありとりわけ1994年度から1996年度の入学生においてはとして最大の5学科を擁していた時期もあったが、1997年度より減少が目立ち、現在は1学科体制に縮小されている。

### 建学の精神（校訓・理念・学是）
- 中部学院大学短期大学部における建学の精神は「神を畏れることは知識のはじめである」となっている。これは、旧約聖書「箴言」1章7節の原文を引用したものである。
- 「神を畏れる」とは愛と義と公平を求める神の意志を尊重することであり、そこよりはじまる「知識」は、技術的知性だけではなく、それを真に生かす叡知的理性を指し、またそれは隣人愛に生きることを促し、正義・自由・平和を祈り求める「知識」を意味する言葉でもある。

### 教育および研究
- 中部学院大学短期大学部には、介護職を育成する社会福祉学科、保育者を育てる幼児教育学科のほか、情報処理や経営学・経済学などを学ぶ経営情報学科がある。幼児教育学科では、附属幼稚園や関連保育施設での実習も取り入れられている。

イギリス・ノルウェー・ドイツでの福祉研修や、モンゴルや中国での研修が行われている。

### 学風および特色
- 中部学院大学短期大学部はキリスト教主義の教育を実践しており、クリスマス礼拝をはじめとした宗教的行事が行われている。
- 2005年度、財団法人短期大学基準協会における第三者評価の結果、「適格」認定を受けている。
- 中部学院大学と同一キャンパスにあるという利点を活かした単位互換制度やまた近隣大学との、「国際ネットワーク大学コンソーシアムによる単位互換制度」を実施している。
- 外国人留学生を受け入れている。

## 沿革
- 1919年
  - 片桐竜子により岐阜裁縫女学校が開校する[注 6]。
- 1925年
  - 岐阜実科高等女学校に改組[5]。
- 1940年
  - 片桐高等女学校に改組[6]。
- 1942年
  - 岐阜済美高等女学校に改組[7][8]。
- 1946年
  - マカルビン・ジェームスを理事長にむかえ、キリスト教主義学校として再建。
- 1948年
  - 岐阜済美女子高等学校設置。
- 1967年
  - 1月23日 左記を以て文部省[注 7]より短期大学の設置が認可される[9][10]。
  - 4月1日 岐阜済美学院短期大学（ぎふさいびがくいんたんきだいがく）として以下の学科体制にて開学[注 8]。
    - 英文科 入学定員80名[注釈 1]
    - 幼児教育科 入学定員50名[注釈 1]

  - 5月1日 学生数[14]/定員
    - 幼児教育科 53[注釈 2]/50
    - 英文科 10[注釈 2]/80
- 1968年 
  - 4月1日 以下の学科を増設する[注 9]。
    - 幼児教育科第三部 入学定員50名[注 10]

  - 5月1日 学生数[18]/定員
    - 幼児教育科[注釈 3] 348[注釈 2]/150[注釈 4]
    - 英文科 15[注釈 2]/160
- 1969年 
  - 4月1日 以下、入学定員に変更あり[19]。
    - 幼児教育科
      - 第一部 50→100
      - 第三部 50→100

    - 英文科 80→40
- 1970年 
  - 4月1日 中部女子短期大学（ちゅうぶじょしたんきだいがく）と改称[20]。
  - 5月1日 学生数[21]/定員
    - 幼児教育科[注釈 3] 658[注釈 2]/500[注釈 4]
    - 英文科 30[注釈 2]/80
- 1972年 
  - 4月1日 以下、学科名の改称あり[注 11]
    - 幼児教育科→幼児教育学科
    - 英文科→英文学科
- 1973年 
  - 4月1日 以下、学科の増設あり[24]。
    - 初等教育学科 入学定員50名[注 12]

  - 5月1日 学生数[27]/定員
    - 幼児教育学科[注釈 3] 419[注釈 2]/450[注釈 4]
    - 英文学科 38[注釈 2]/80
    - 初等教育学科 7[注釈 2]/50
- 1975年 
  - 5月1日 学生数[28]/定員
    - 幼児教育学科[注釈 3] 346[注釈 2]/400[注釈 4] 
    - 英文学科 24[注釈 2]/80
    - 初等教育学科 58[注釈 2]/100
- 1980年 
  - 4月1日 幼児教育学科第一部の入学定員を50[29]→100に増員[30]。
  - 5月1日 学生数[31]/定員
    - 幼児教育学科[注釈 3] 310[注釈 2]/450[注釈 4] 
    - 英文学科 65[注釈 2]/80
    - 初等教育学科 80[注釈 2]/100
- 1981年 
  - 5月1日 学生数[32]/定員
    - 幼児教育学科[注釈 3] 296[注釈 2]/500[注釈 4] 
    - 英文学科 73[注釈 2]/80
    - 初等教育学科 76[注釈 2]/100
- 1982年 
  - 4月1日 以下の学科については、この年度で学生募集を最終とする[注 13]。
    - 幼児教育学科 第三部[注 14]

  - 5月1日 学生数[38][39]/定員
    - 幼児教育学科[注釈 3] 292[注釈 2]/500[注釈 4] 
    - 英文学科 94[注釈 2]/80
    - 初等教育学科 120[注釈 2]/100
- 1983年 
  - 4月1日 以下の学科を増設する[注 15]。
    - 商学科 入学定員50名[注 16]

  - 5月1日 学生数[44]/定員
    - 幼児教育学科[注釈 3] 375[注釈 2]/[注釈 4]
    - 英文学科 114[注釈 2]/80
    - 初等教育学科 129[注釈 2]/100
    - 商学科 57[注釈 2]/50
- 1985年 
  - 5月1日 学生数[45]/定員
    - 幼児教育学科 315[注釈 2]/200
    - 英文学科 64[注釈 2]/80
    - 初等教育学科 46[注釈 2]/100
    - 商学科 100[注釈 2]/100
- 1986年 
  - 5月1日 学生数[46]/定員
    - 幼児教育学科 296[注釈 2]/200
    - 英文学科 67[注釈 2]/80
    - 初等教育学科 33[注釈 2]/100
    - 商学科 98[注釈 2]/100
- 1987年 
  - 5月1日 学生数[47]/定員
    - 幼児教育学科 408[注釈 2]/200
    - 英文学科 93[注釈 2]/80
    - 初等教育学科 91[注釈 2]/100
    - 商学科 149[注釈 2]/100
- 1988年 
  - 4月1日 以下、入学定員に変更あり[注 17]。
    - 商学科 50→90[注釈 5]
    - 初等教育学科 50→30[注釈 5]

  - 5月1日 学生数[56]/定員
    - 幼児教育学科 440[注釈 2]/200
    - 英文学科 111[注釈 2]/80
    - 初等教育学科 122[注釈 2]/80
    - 商学科 202[注釈 2]/140
- 1989年 
  - 4月1日 専攻科の設置が認められ、以下の課程を設ける[注 18]。
    - 福祉専攻 入学定員30名[注 19]

  - 5月1日 学生数[60]/定員
    - 幼児教育学科 383[注釈 2]/200
    - 英文学科 125[注釈 2]/80
    - 初等教育学科 103[注釈 2]/60
    - 商学科 284[注釈 2]/180
- 1991年 
  - 4月1日 以下、入学定員増あり[注 20]。
    - 商学科 90→150[注 21]

  - 5月1日 学生数[66]/定員
    - 幼児教育学科 339[注釈 2]/200
    - 英文学科 118[注釈 2]/80
    - 初等教育学科 103[注釈 2]/60
    - 商学科 384[注釈 2]/240
- 1992年 
  - 4月1日 以下、入学定員増あり[注 22]。
    - 英文学科 40→80
    - 商学科 150→180

  - 5月1日 学生数[注 23]/定員
    - 幼児教育学科 297[注釈 2]/200
    - 英文学科 138[注釈 2]/120
    - 初等教育学科 84[注釈 2]/60
    - 商学科 401[注釈 2]/330
- 1993年 
  - 5月1日 学生数[72]/定員
    - 幼児教育学科 264[注釈 2]/200
    - 英文学科 192[注釈 2]/160
    - 初等教育学科 73[注釈 2]/60
    - 商学科 409[注釈 2]/360
- 1994年
  - 4月1日 以下の学科を増設する[73]。
    - 社会福祉学科 入学定員100名[注 24]

  - 5月1日 学生数[75]/定員
    - 幼児教育学科 257[注釈 2]/200
    - 英文学科 182[注釈 2]/160
    - 初等教育学科 71[注釈 2]/60
    - 商学科 433[注釈 2]/360
    - 社会福祉学科 110[注釈 2]/100
- 1995年
  - 5月1日 学生数[76]/定員
    - 幼児教育学科 255[注釈 2]/200
    - 英文学科 146[注釈 2]/160
    - 初等教育学科 75[注釈 2]/60
    - 商学科 358[注釈 2]/360
    - 社会福祉学科 217[注釈 2]/200
- 1996年
  - 4月1日 以下の学科については、この年度で学生募集を最終とする[注 25]。
    - 英文学科[注釈 6]
    - 初等教育学科[注釈 6]

  - 5月1日 学生数[79]/定員
    - 幼児教育学科 253[注釈 2]/200
    - 英文学科 108[注釈 2]/160
    - 初等教育学科 80[注釈 2]/60
    - 商学科 283[注釈 2]/360
    - 社会福祉学科 215[注釈 2]/200
- 1997年　
  - 4月1日 商学科の入学定員を180→90に減員[77]
  - 5月1日 学生数[80]/定員
    - 幼児教育学科 259[注釈 2]/200
    - 英文学科 40[注釈 2]/80
    - 初等教育学科 37[注釈 2]/30
    - 商学科 215[注釈 2]/270
    - 社会福祉学科 230[注釈 2]/200
- 1999年
  - 4月1日 中部学院大学短期大学部に改名され共学となる[注 26]
  - 5月1日 学生数[83]/定員
    - 幼児教育学科 271[注 27]/200
    - 経営学科 82[注 28]/90
      - 商学科 59[注釈 2]/90

    - 社会福祉学科 253[注 29]/200
- 2001年 
  - 4月1日 経営学科の入学定員を90→70に減員[注 30]。
- 2006年 
  - 4月1日 この年度の入学生より経営学科を以下の学科に改称される[注 31]。
    - 経営情報学科[注 32]
- 2007年 
  - 4月1日 以下の学科については、この年度で学生募集を最終とする[注 33]。
    - 経営情報学科[注 34]
- 2009年 
  - 4月1日 社会福祉学科の入学定員を100→80に減員[注 35]。
- 2014年 
  - 1月 平成26年度大学入試センター試験参加短期大学の1校となる[95]。
- 2015年 
  - 1月 平成27年度大学入試センター試験参加短期大学の1校となる[96]。
- 2016年 
  - 1月 平成28年度大学入試センター試験参加短期大学の1校となる[97]。

## 基礎データ

### 所在地
- 関キャンパス（岐阜県関市桐ヶ丘2-1）
- 各務原キャンパス（岐阜県各務原市那加甥田町30-1）

### 象徴
- ホームページほか右記資料も参照のこと[注 36]

## 教育および研究

### 組織

#### 学科
- 幼児教育学科 入学定員100名[1]

#### 学科の変遷
- 幼児教育学科
  - 第一部→幼児教育学科
  - 第三部 入学定員100名[注 37]

- 英文学科 入学定員80名[注釈 7]
- 初等教育学科 入学定員30名[注釈 7]
- 商学科→経営学科→経営情報学科 入学定員70名[注 39]
- 社会福祉学科 入学定員80名[1]

#### 専攻科
- 福祉専攻 入学定員30名[注 40]

#### 別科
- なし

### 取得資格について
- 幼児教育学科では、保育士資格・幼稚園教諭二種免許状が取得できる[注 41]。
- 社会福祉学科では、介護福祉士資格が取得できた。
- 司書資格が全ての学科で取得できる。
- かつての初等教育学科には、小学校教諭二種免許状のほか、幼稚園教諭二種免許状の課程もあった[注釈 8]。
- かつての英文学科には、中学校教諭二種免許状（英語）の課程があった[注釈 8]

### 附属機関
- 生涯学習センター
- 各務原シティカレッジ
- 子ども家庭支援センター
- 人間福祉相談センター
- 地域連携推進センター
- 図書館
- 総合研究センター
- 実習センター
- 情報センター

### 研究
- 『社会文化研究所研究年報』[113]
- 『中部女子短期大学紀要』[114]

### 教育
- 現代的教育ニーズ取組支援プログラム
  - 「専門性と産業への理解を有する地域人の育成-地域での就業・創業に魅力を感じる体験型教育カリキュラムの開発-」において2006年度に採択されている。

## 学生生活

### 部活動・クラブ活動・サークル活動

#### 中部学院大学短期大学部のクラブ活動
体育系
バスケットボール・サッカー・テニス・弓道・バレーボール・陸上競技・バドミントンほか
文化系
ハンドベル・軽音楽・演劇ほか

### 学園祭
- 中部学院大学短期大学部の学園祭は、現在中部学院大学と合同で行われる。2008年度、関キャンパスではDEPAPEPEによるゲストライブが行われた。

## 施設

### 関キャンパス
使用学科
幼児教育学科・社会福祉学科
使用専攻科：福祉専攻
使用附属施設
なし
交通アクセス
JR高山本線美濃太田駅、東海道本線 岐阜駅、名鉄犬山線・広見線・小牧線 犬山駅の各駅からスクールバスを利用。
設備
1号館・2号館・3号館・4号館・5号館・6号館・8号館・9号館・10号館・11号館・学生食堂・テニスコート・栄光館（体育館）・図書館ほか

### 各務原キャンパス
使用学科
経営情報学科
使用専攻科
なし
使用附属施設
なし
交通アクセス
JR高山本線 那加駅からスクールバスを利用。
設備
立地されている設備は、図書館・学生ホールなどがある程度で、関キャンパスに比べれば少ないが、敷地面積はそれとさほど変わらない。周辺には、「学びの森」や「『冬のソナタ』ストリート」のほか、春になると新境川のサクラが見頃となっている。

### 寮
- 中部学院大学短期大学部には学生寮がなく、アパートを利用することになる。

## 対外関係

### 他大学との協定

#### 日本
- 放送大学[115]
- ネットワーク大学コンソーシアム岐阜

#### イギリス
- オックスフォードブルックス大学

#### ノルウェー
- ディアコーンニヤンメ大学

#### モンゴル
- モンゴル国立大学

### 系列校
- 中部学院大学
- 済美高等学校

## 社会との関わり
- 大原学園主催の「全国大学対抗簿記大会」において、本短大が個人戦・団体戦ともに優勝した実績がある。

## 附属学校
- 中部学院大学・中部学院大学短期大学部附属幼稚園
- 中部学院大学・中部学院大学短期大学部附属桐が丘幼稚園

## かつての併設校
- 岐阜保育専門学校